# Romina Gay
Romina Gay (San Miguel, Buenos Aires; Argentina; 12 de junio de 1958) es una  modelo, actriz, bailarina, vedette argentina.

## Carrera
Romina Gay, cuyo nombre artístico nace en homenaje a la comunidad homosexual, que la ayudó en su prolongada carrera artística, se inició en sus comienzos como modelo. Antes había trabajado en una zapatería, en una empresa metalúrgica y fue decoradora de cerámicas.
Debutó como bailarina de la mano de Pedro Sombra y luego en el ballet de Moria Casán. Su creador artístico fue el bailarín y coreógrafo Daniel Fernández. Supo destacarse como actriz sobre todo en el género revisteril. Dueña de un cuerpo escultural, le permitió lucirse como media-vedette en las tablas porteñas junto a grandes capocómicos como Osvaldo Pacheco, Carlos Perciavalle, Jorge Porcel, Jorge Corona, Alberto Olmedo, Javier Portales, Carlos Sánchez, Juan Carlos Calabró, entre otros. Estrenó numerosas obras propias con toques eróticos y musicales que le permitieron ser la acreedora del Premio Revelación en Carlos Paz.
En la pasarela lució prendas de lujosos diseñadores como Roberto Piazza.y Bruno Salas.
En cine tuvo dos participaciones: El manosanta está cargado, en 1987, junto a Alberto Olmedo, Javier Portales, Adriana Brodsky y gran elenco; y Nada por perder en 2001 junto a Osvaldo Sabatini y Paola Krum.
En televisión se lució en programas humorísticos como Hiperhumor,  Matrimonios y algo más y Polémica en el bar, Los Rodríguez, El Club privado de Moria, Monumental Moria, Sin condena, Los únicos, Los pensionados, y Moria Banana, entre muchos otros.
También se desempeñó como instructora de jóvenes fisicoculturistas.
En cuanto a su vida privada tuvo un romance con el bailarín Jorge Real (su compañero en su época "punk") y con el músico Pappo, Rodrigo Bueno, Cacho Castaña y Joaquín Galán (del dúo Los Pimpinela. El 7 de abril de 1990 tuvo a su único hijo siendo madre soltera, producto de una relación con un exjugador de la selección y de San Lorenzo[¿cuál?]. En el 2000 fue noticia debido a la lucha que realizó debido a los problemas de la Fundación de Hemofilia, enfermedad que padece su hijo.

## Cine
- 1987: El manosanta está cargado.
- 1988: Porcel al verde vivo (VHS)
- 1990: Peor es nada (VHS)
- 1991: Experto en ortología (VHS)
- 1994: La mujer del diablo (cortometraje), dirigida por Camila Perissé.
- 1997: La herencia del tío Pepe
- 2001: Nada por perder.
- 2010: Inseguridad, del director Hernán Aguilar (Cortometraje).

## Televisión
- 1982 El club privado de Moria, Moria Banana.
- 1985/1986: Hiperhumor.
- 1986: Monumental Moria.
- 1988: Las gatitas y ratones de Porcel.
- 1994: Sin condena, episodio sobre la historia de Ringo Bonavena.
- 1998: Los Rodríguez.
- 1999: El humor de Café Fashion.
- 2000: Polémica en el bar.
- 2001: Matrimonios y algo más.
- 2004: Un cortado, historias de café, en el episodio Cenizas, junto a Enrique Liporace, Cecilia Maresca, Roly Serrano y Guido Gorgatti.[3]
- 2004: Los pensionados.
- 2009: Rosa, Violeta y Celeste.
- 2011: Los Únicos.

## Teatro
- 1982: Sexcitante - Teatro El Nacional con Susana Giménez, Juan Carlos Calabró y Osvaldo Pacheco.
- 1984: La mejor revista de la cuadra (o La revista del Preceso Pro sexo), junto a Moria Casán, Mario Castiglione y Jorge Troiani. Con dirección de Hugo Sofovich.
- 1984: La patota revistera, con Moria Casán, Mario Sánchez, Javier Portales, Carmen Barbieri y Mario Castiglione.
- 1985: París versus New York.
- 1986: ¡Oh, Calcutta!.
- 1987: El negro no puede junto a Alberto Olmedo, Silvia Pérez, Divina Gloria, Beatriz Salomón, César Bertrand, Adrián Martel y elenco.
- 1988: Eramos tan pobres.  Junto a Alberto Olmedo, Silvia Pérez, Divina Gloria, Beatriz Salomón, César Bertrand, Adrián Martel
- 1988: Porcel al verde vivo, junto a Jorge Porcel, Marixa Balli, Guillermo Blanco, Graciela de Cesare, Judith Gabbani, María Gianmaría, Cacho Bustamante, Tito Mendoza, Fabián Acri, Alicia Croti, María Rosa Fules, Cristina Girona y Marina Tortora.
- 1988: Corona, colas y lolas, con Jorge Corona, la ex prima Liliana Beis y elenco.
- 1990: Pechugas a la crema junto a Delfor Medina, Silvia Peyrou y Juan Carlos Lamas.
- 1990: La fiesta erótica de Mouzo.
- 1990: Teatro Bar Carlos PazFascinante', con Raúl Ceballos y  El Negro Álvarez.
- 1997: Reid mortales, junto a José Luis Gioia y Hugo Varela.
- 1997: Armatetón, con Tristán, María Fernanda Callejón, Delfor Medina y Juan Acosta.
- 1997: Ricos y fogosos, estrenado en el Teatro Provincial (Mar del Plata). junto a  Jorge Corona, Silvia Süller, Mónica Ayos y elenco.
- 1998: Amante para dos, junto a Fabián Gianola, Mario Sánchez, Sandra Smith, Cristina Alberó y Ricardo Morán.
- 1999: Boeing Boeing, con Rodolfo Ranni, Fabián Gianola, Adriana Mascialino, Paula Martínez y Nazarena Vélez.
- 1999: El festival del chiste, junto con Jorge Corona, Carlos Sánchez, Beto César, Chichilo Viale y Silvia Süller.
- 2001: Adelante mi coronel, junto a Rodolfo Ranni, Silvia Montanari, Antonio Grimau y Pablo Saile.[4]
- 2003: La revista del verano, junto a Carlos Sánchez y elenco.
- 2011 La noche del matador con Rodolfo Ranni y elenco.